# 林尼希
林尼希是德国北莱茵-威斯特法伦州的一个市镇。总面积65.43平方公里，总人口13,827人(2025年)，人口密度207人/平方公里。